# .ng
.ng (Nigéria) é o código TLD (ccTLD) na Internet para a Nigéria.